# Maria-Loretto-Kapelle (Gaal)

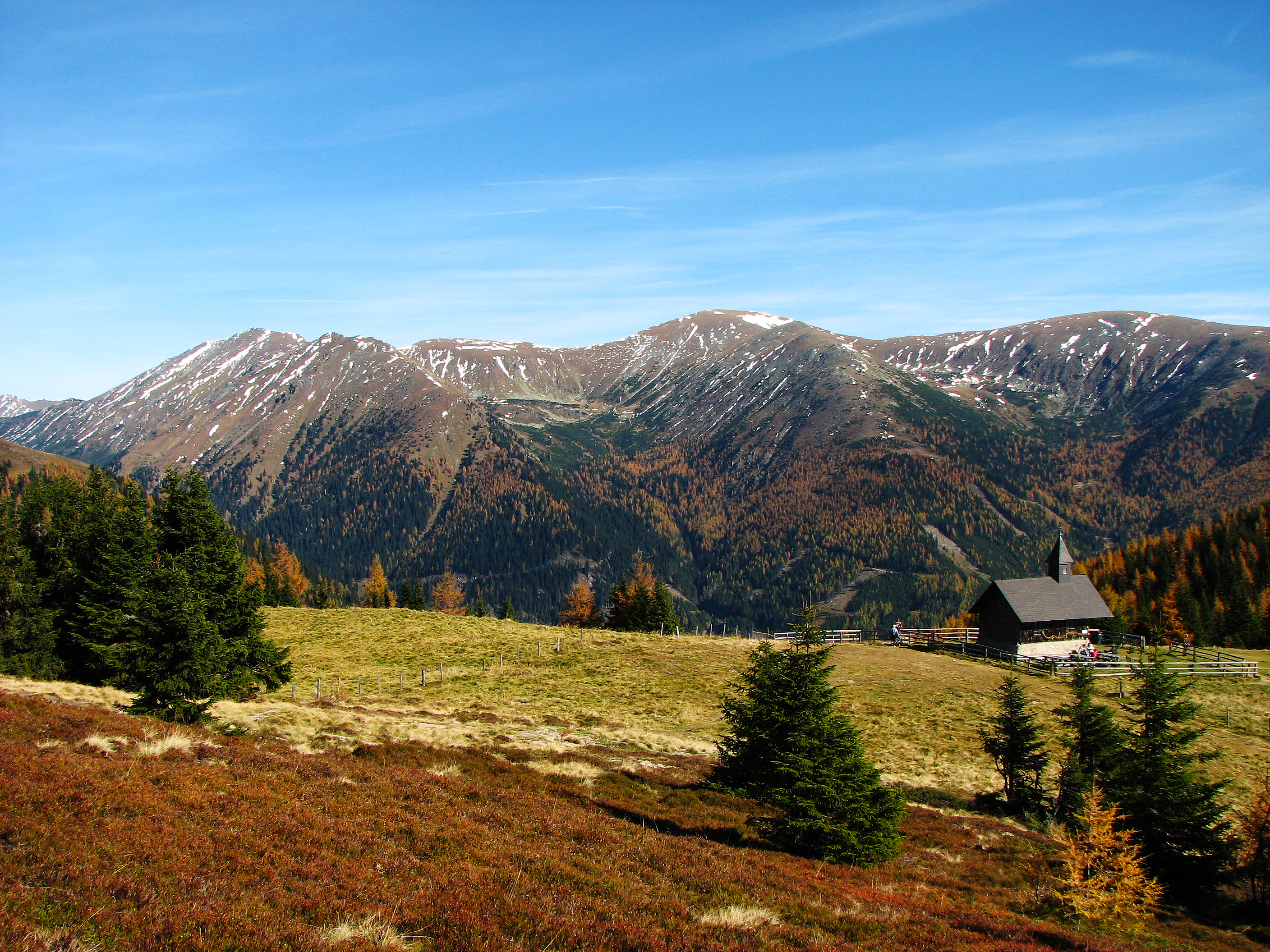
Maria-Loretto-Kapelle unter dem Rosenkogel in Gaal. Gegenüber der Pletzen

Die Maria-Loretto-Kapelle ist eine auf 1817 m stehende Loretokapelle am Sommertörl unter dem Rosenkogel in der Gemeinde Gaal bei Knittelfeld, Steiermark, Österreich. Hauptwallfahrtstag ist das Fest Mariä Geburt am 8. September. Der Kirchenbau ist ein einfaches Holzgebäude auf Steinfundamenten, die vermutlich aus alter Zeit stammen. Die Lorettokapelle steht unter Denkmalschutz (Listeneintrag).

## Geschichte
Im Jahr 1935 ließ der Gewerke Otto Zeilinger die Maria-Loretto-Kapelle am Ort einer im Jahr 1917 nach einem Blitzschlag niedergebrannten älteren Kapelle errichten. Am 8. September 1935 fand die Einweihung statt. Die treibende Kraft für den Wiederaufbau war der damalige Zwangsverwalter des Gewerken Zeilinger, Josef Handlos aus Wien. Dieser trat später in das Stift Heiligenkreuz ein und wirkte nach 1950 als Ordenspriester und einige Jahre als Verwalter der zum Stift gehörigen Herrschaft Wasserberg in der Gaal.